# Блинов, Павел Николаевич
Павел Николаевич Блинов — сержант внутренних войск Министерства внутренних дел Российской Федерации, участник антитеррористических операций в период Первой чеченской войны, погиб при исполнении служебных обязанностей.

## Биография
Павел Николаевич Блинов родился в апреле 1976 года в городе Фрязино Московской области в семье работников местных предприятий — фрезеровщика института имени В. А. Котельникова и монтажницы-вакуумщицы научно-производственного предприятия «Исток». Учился во Фрязинской средней школе № 3, по окончании которой устроился на работу.
В июле 1994 года Блинов был призван на службу в Вооружённые Силы Российской Федерации и направлен для прохождения обучения на учебную базу Внутренних войск Министерства внутренних дел Российской Федерации. Был зачислен в роту специального назначения войсковой части № 3673 Внутренних войск МВД, дислоцировавшуюся в городе Зеленокумске Ставропольского края.
Вскоре после начала боевых действий в Чечне Блинов вместе со своим подразделением был поднят по тревоге и направлен на границу с автономией. В боях был контужен и получил обморожение ног, после излечения получил двухнедельный отпуск, который провёл в родном городе. 19 февраля 1995 года вернулся в свой полк, который к тому времени дислоцировался в Новопромысловском районе города Грозного. Спустя месяц Блинову было присвоено звание младшего сержанта, а ещё через месяц — сержанта.
14 декабря 1995 года Блинов вместке со своим подразделением принял бой против превосходящих сил сепаратистов в районе города Гудермеса. Противник, обладающий выгодным стратегическим положением, атаковал колонну федеральных сил и начал расстреливать её в упор. В том бою Блинов получил тяжёлое ранение в голову, от которого вскоре скончался. Данная операция стала одной из самых неудачных для внутренних войск за всю первую чеченскую кампанию — в бою погиб 31 военнослужащий, 5 были захвачены боевиками в плен.
Похоронен на Новом городском кладбище в городе Фрязино Московской области.
Указом Президента Российской Федерации сержант Павел Николаевич Блинов посмертно был удостоен ордена Мужества.

## Память
- В честь Блинова назван проезд в его родном городе Фрязино.
- На здании Фрязинской средней школы № 3 имени А. Г. Дудкина, которую оканчивал Блинов, установлена мемориальная доска в память о нём[3].
- Имя Блинова носит проводящийся во Фрязино ежегодно турнир по армейскому рукопашному бою[4].